# Lancia Pu+Ra HPE
La Lancia Pu+Ra HPE è una concept car prodotta della casa automobilistica Lancia nel 2023.

## Profilo e contesto
Si tratta della prima auto elettrica della casa nonché la prima del gruppo Stellantis ingegnerizzata sulla piattaforma EV STLA.
Anticipata alcuni giorni prima della presentazione dalla diffusione di alcune immagini, la vettura è stata ufficialmente svelata il 15 aprile 2023, venendo esposta al pubblico il 19 dello stesso mese durante la Milano Design Week.
Il nome "Pu+Ra" fa riferimento al nuovo linguaggio stilistico del marchio di Chivasso e deriva dall'unione delle iniziali di "puro e radicale"; mentre "HPE" è un acronimo che sta per "High Performance Electric" e richiama la storica sigla HPE (High Performance Estate) di casa Lancia, coniata nel 1975 per l'omonima versione shooting-brake della Beta.

## Descrizione e design
La vettura presenta una carrozzeria da coupé a due porte. La parte anteriore si caratterizza per avere una fascia luminosa a LED che forma una stella a tre punte, una reinterpretazione della classica calandra Lancia; questo motivo viene ripreso in altre parti della vettura, come per esempio nel disegno dei cerchi in lega. La parte posteriore presenta un cofano piatto e squadrato con luci posteriori circolari, ispirate a quelle della Lancia Stratos. È presente un tettuccio circolare che può essere aperto grazie a una metà che si sovrappone all'altra. Secondo Lancia, questa forma risponde alle forme geometriche elementari del cerchio e del triangolo, utilizzate nel design della concept.
Il colore della vernice, una tonalità chiamata Progressive Green, è ripreso da quello adottato sulla Lancia Flaminia. L'abitacolo, progettato in collaborazione con l'azienda di arredamento Cassina, utilizza materiali riciclati.
A spingere la vettura c'è un sistema costituito da due motori elettrici alimentati da una batteria agli ioni di litio, che garantisce un'autonomia stimata nell'ordine di circa 700 km.